# Iresine herbstii
Iresine herbstii, conocida comúnmente como quelite u hojas de sangre, es una especie fanerógama de la familia Amaranthaceae. Originaria de Brasil. Fue publicada por primera vez en 1864 por John Lindley en The Gardeners' Chronicle, 654. 

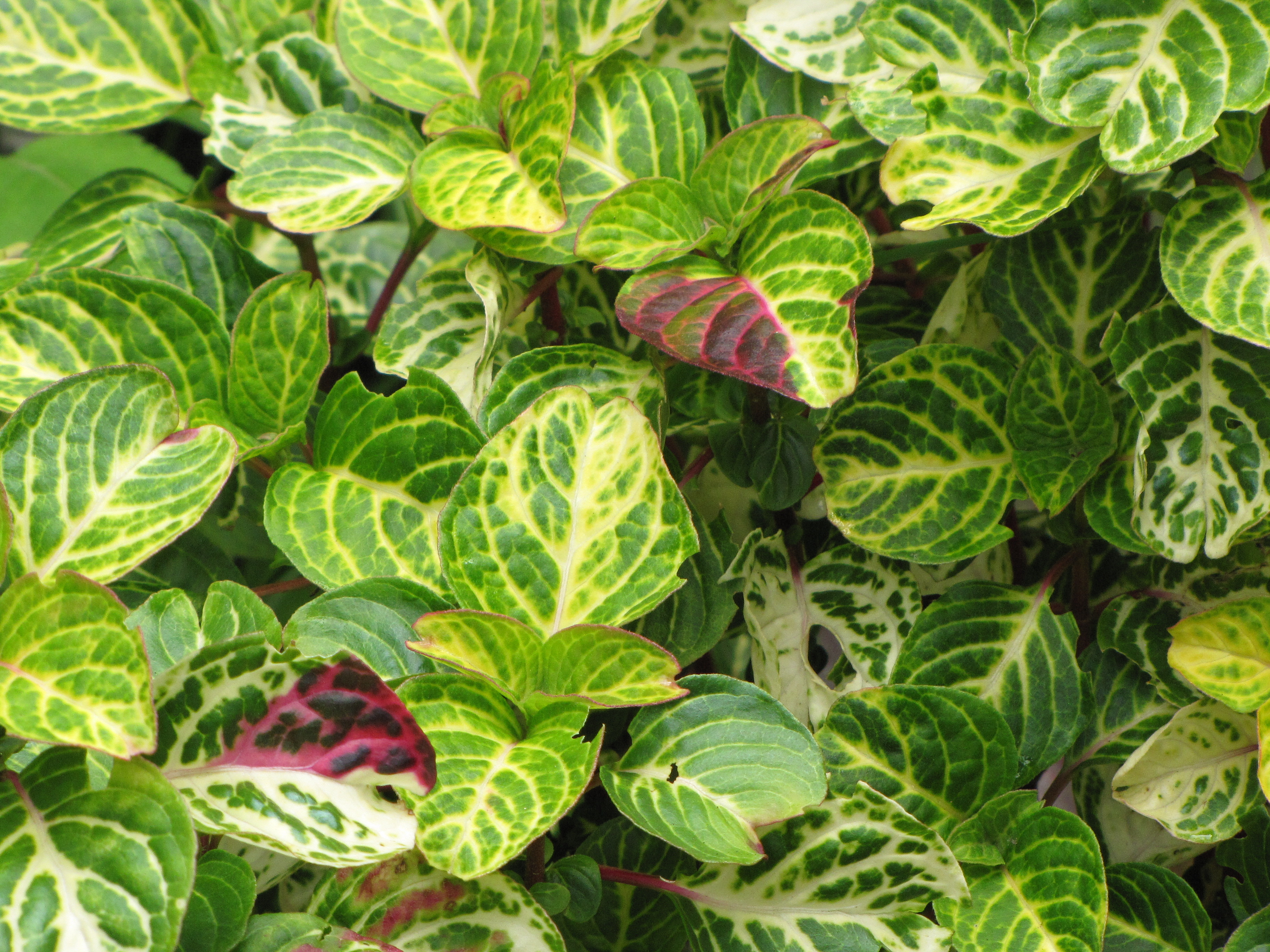
Variedad verde en el Jardín botánico de Kula en Hawái.

## Descripción
Iresine herbstii es una planta herbácea y perenne que puede superar el metro de altura, aunque generalmente se poda a alturas menores en cultivos. Todas las partes de la planta pueden ser más o menos rojizas, según la variedad. Posee tricomas, dándole una apariencia vellosa, tallos carnosos, ramificados y erguidos. Las hojas son opuestas, tienen nervaduras claras y son de forma lanceolada o acorazonada, miden de 2 a 6 cm de largo con pecíolos de 2 a 3 cm de largo.
Iresine herbstii tiene sexos separados diocesamente. Produce inflorescencias totales compuestas terminales y laterales de hasta 20 cm de largo con muchas flores pequeñas, sésiles y unisexuales, generalmente hay cinco estambres fértiles en las flores masculinas. Los frutos son esféricos o comprimidos y contienen solo una semilla. Las brácteas membranosas y brillantes son ovadas y miden de 1 a 1,5 mm de largo, suelen ser de color blanco, blanco amarillento o verdoso.

## Uso y cuidados
Es popular como planta ornamental por sus hojas y colores vistosos. A menudo se puede encontrar en jardines tropicales o templados, pero no tolera bien el frío, por lo que también se cultiva en interiores o invernaderos. Si el sustrato se seca demasiado, la planta puede volverse extremadamente flácida, pero recupera su presión de turgencia tan pronto como vuelve a tener agua disponible. Se propaga fácilmente mediante esquejes, también echa raíces rápidamente en un recipiente con agua (no solo en los nudos, sino en varias partes del tallo). A menudo se cultiva como anual.

## Galería

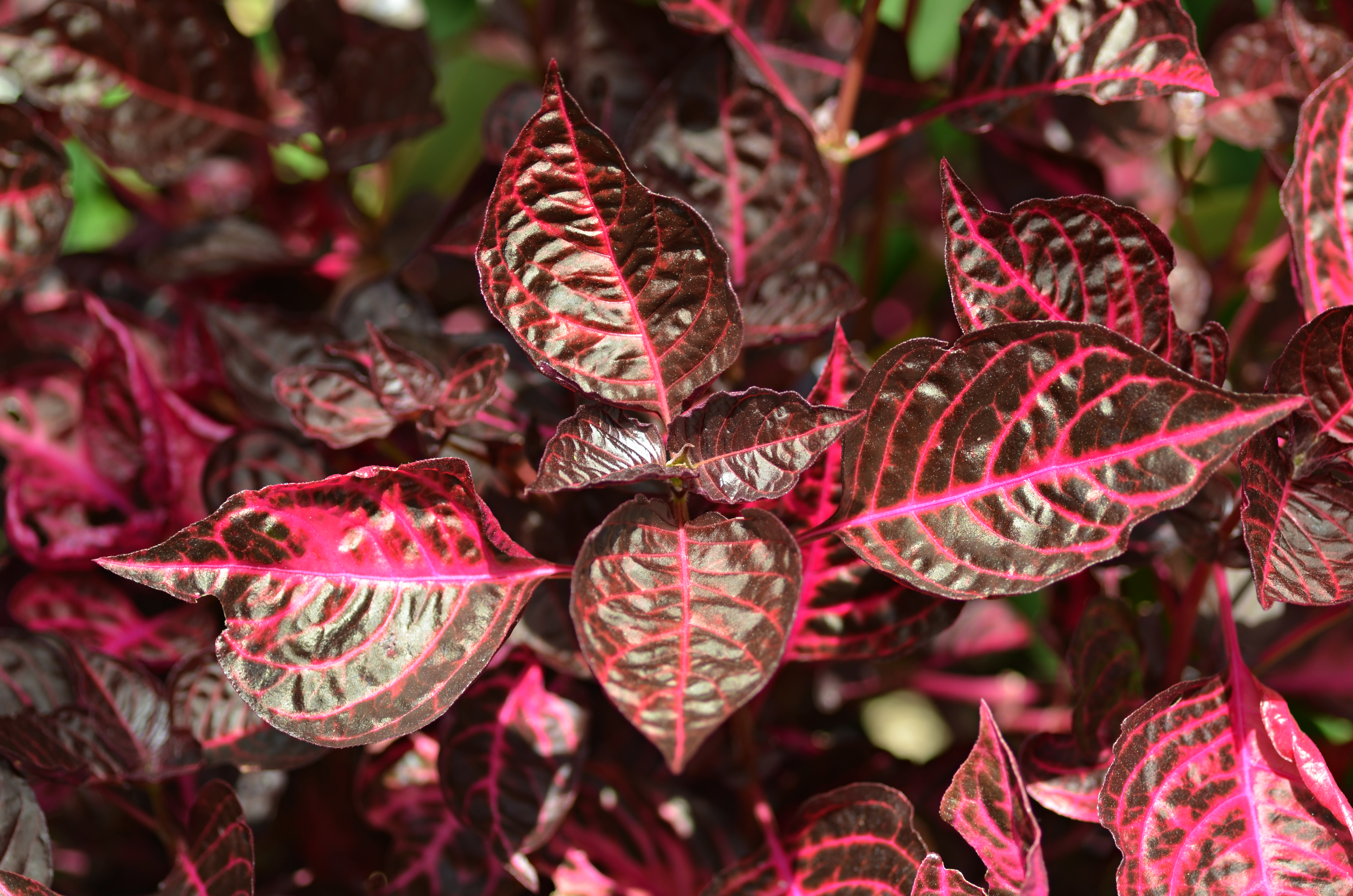
Hojas en detalle
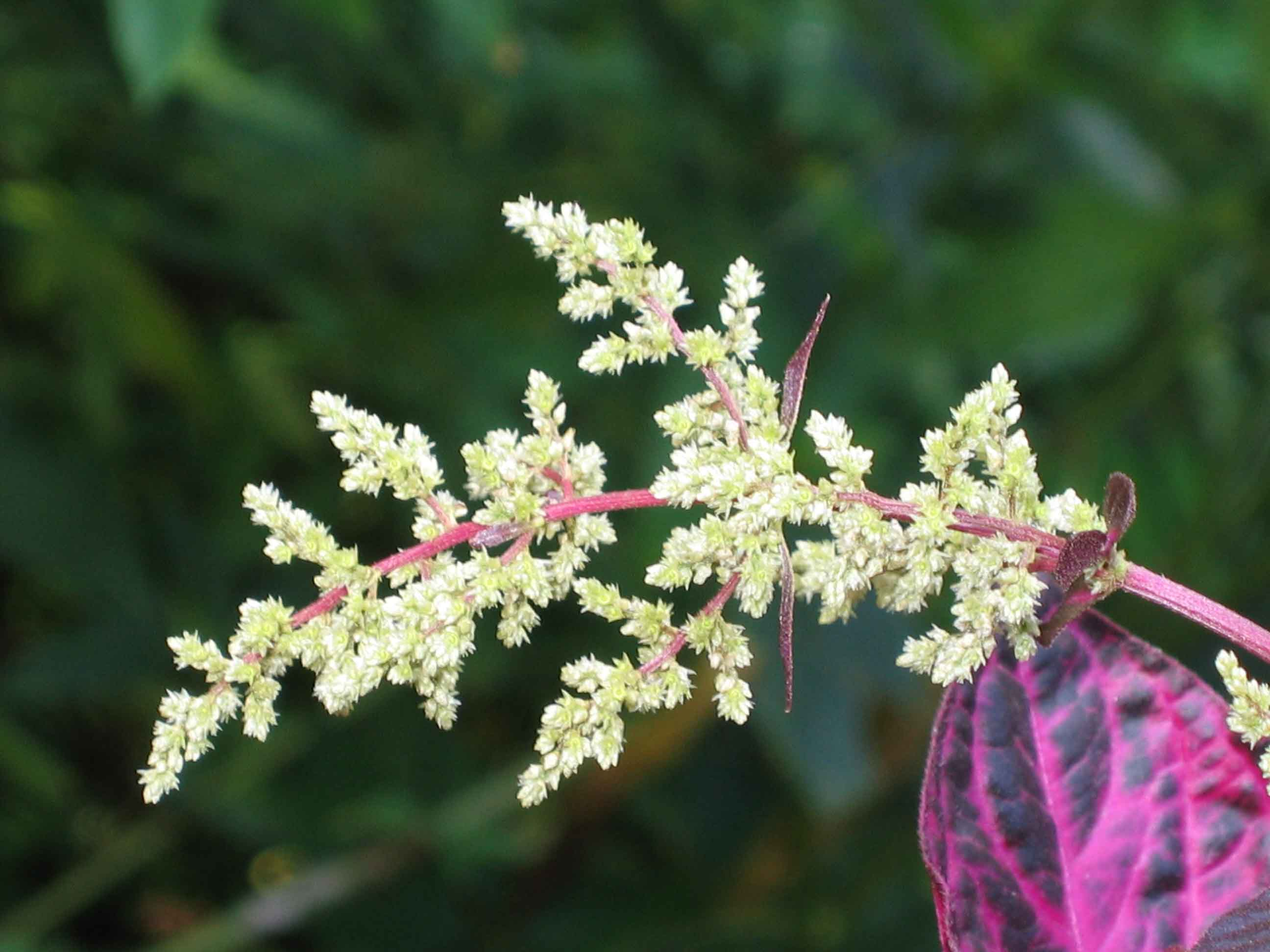
Inflorescencias en detalle.
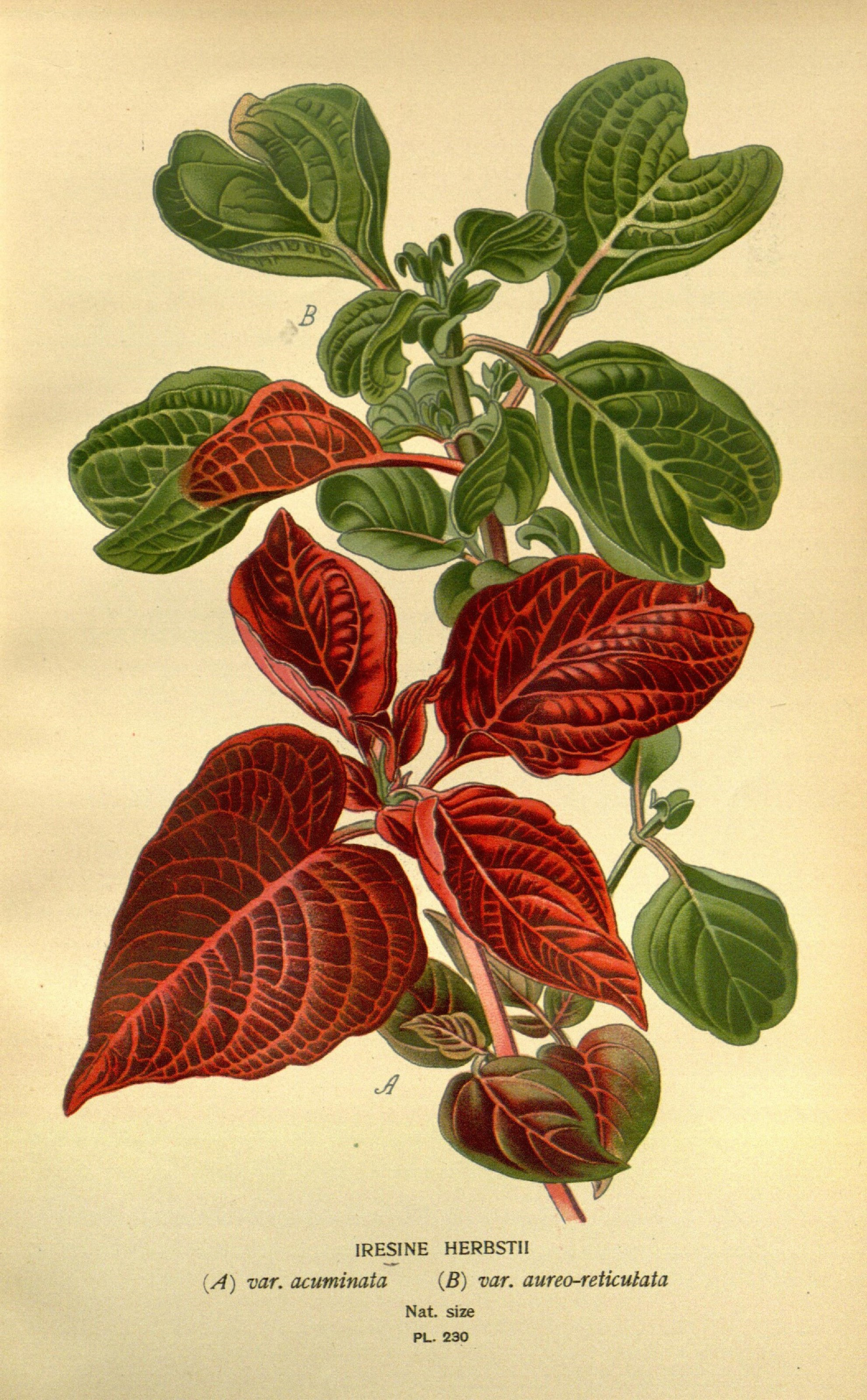
Ilustración botánica de 1897.